# King Salmon (Alaszka)
King Salmon statisztikai település az USA Alaszka államában, Bristol Bay megyében. A település a szomszédos Lake and Peninsula megye székhelye. Lakosainak száma 307 fő (2020. április 1.).

## Népesség
A település népességének változása:
| Lakosok száma | 227  | 374  | 307  |
|               | 1960 | 2010 | 2020 |